# Kosta Hörmann
Konstantin (Kosta) Hörmann (Bjelovar, 8. rujna 1850. – Beč,  16. studenoga 1921.)
bosanskohercegovački je kulturni radnik, osnivač i prvi ravnatelj Zemaljskog muzeja Bosne i Hercegovine. Bio je urednik časopisa Glasnik Zemaljskog muzeja Bosne i Hercegovine.

## Životopis
Konstantin (Kosta) Hörmann je rođen u Bjelovaru 1850. godine. Podrijetlom iz bavarske doseljeničke obitelji, u  Beču završio Graničarski upravni tečaj. Godine 1870.–78. bio je u vojnoj, pa u civilnoj upravnoj službi u Bjelovaru i Zagrebu. Kao civilni povjerenik pratio 1878. generala Josipa Filipovića na vojnom pohodu u Bosnu, gdje je za organizacije okupacijske vlasti bio imenovan vladinim povjerenikom za grad Sarajevo i poslije savjetnikom. Godine 1894. godine postavljen je za stalnog ravnatelja Zemaljskog muzeja Bosne i Hercegovine. Imao je ključnu ulogu u pripremama za osnivanje, razvoju i unapređivanju djelatnosti Zemaljskog muzeja Bosne i Hercegovine što se, između ostalog, vidi iz Pravila Muzejskog društva za Bosnu i Hercegovinu u kojima je iznijeta široka i za to vrijeme moderno koncipirana buduća djelatnost planiranog Muzeja. Osnivanjem Muzejskog društva, a potom i Zemaljskog muzeja Bosne i Hercegovine ispisana je nova stranica u kulturnoj povijesti Bosne i Hercegovine.
Hörmann je 17 godina bio urednik Glasnika Zemaljskog muzeja Bosne i Hercegovine u kojem je i sam objavljivao radove. Već u prvom broju, 1889. godine, objavio je prilog o kumstvu kod muslimana u Bosni i Hercegovini. Pokazivao je veliki interes za duhovnu kulturu bosanskohercegovačkih muslimana, pisao radove o drvorezbarstvu, narodnim vjerovanjima, a objavljivao je i tekstove koji se bave prapovijesnom i klasičnom arheologijom. Godine 1895. pokrenuo je značajni književni časopis Nada, koji je uređivao Silvije Strahimir Kranjčević, te je bio osnivač Balkanološkog instituta u Sarajevu 1908. godine. Dužnost ravnatelja Muzeja, Kosta Hörmann je obavljao do 1907. godine, umirotvorio se tri godine poslije, a ožujka 1911. godine imenovan je za intendanta Zemaljskog muzeja Bosne i Hercegovine.
Umro je u Beču 16. studenoga 1921. godine.

## Djela
- Narodne pjesme muhamedovaca u Bosni i Hercegovini (I.–II., 1888.–89.)
- Narodne pjesme Muslimana u Bosni i Hercegovini (Sarajevo, 1888.)

## Vanjske povezice
- Kosta Hörmann, svemogući kuferaš